# Доктрина вечного льда

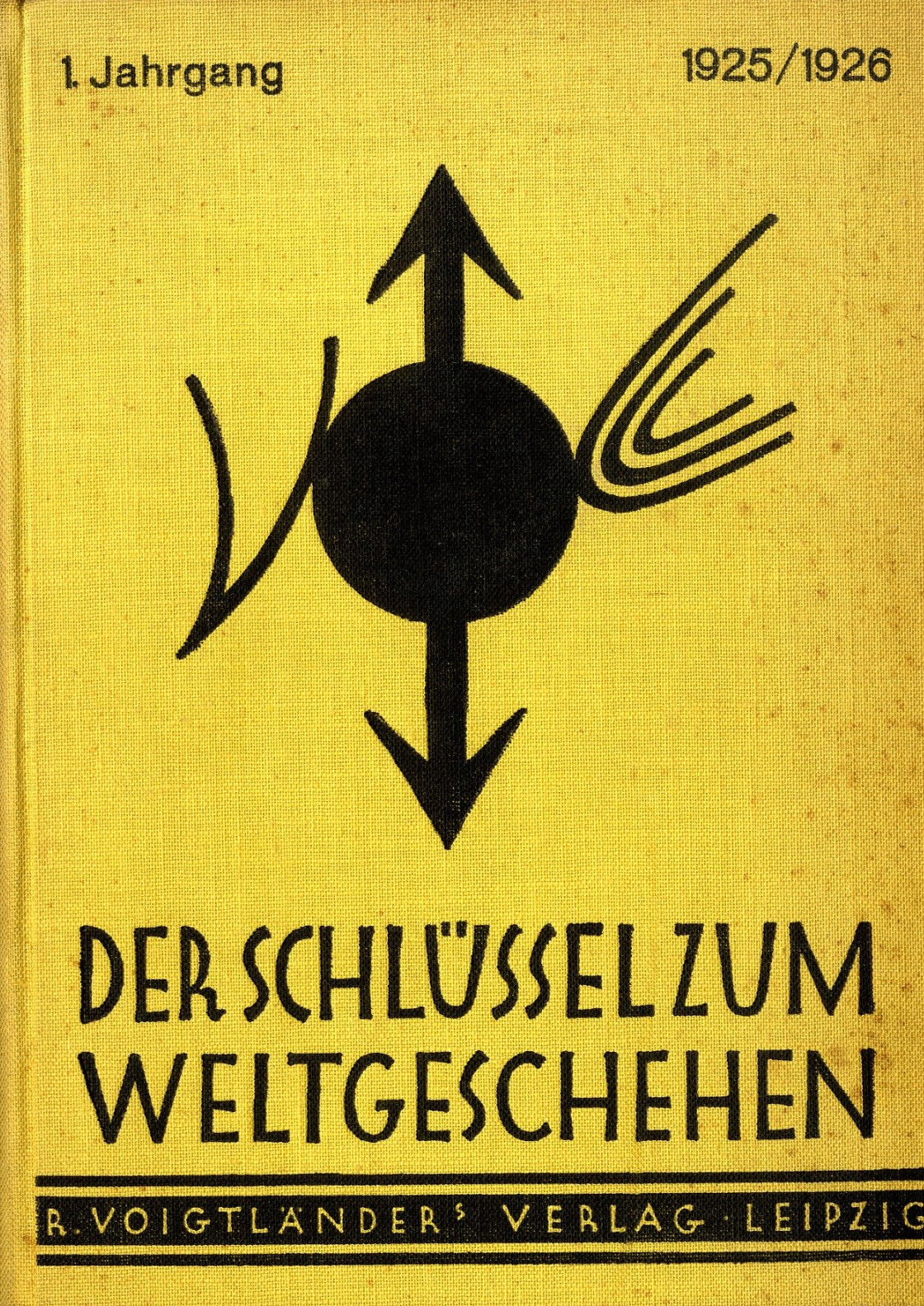
Издание 1925 года

Доктрина вечного льда (нем. Welteislehre, также доктрина «Вель») — неакадемическая космологическая гипотеза, предложенная австрийским инженером Гансом Хёрбигером (Гёрбигером) в начале XX века и позднее воспринятая нацистскими авторами. Хёрбигер основывал свою концепцию не на научных опытах, а на озарении.

## История
- 1913 — первая публикация доктрины вечного льда
- 1918 — инженер Филипп Фаут опубликовал книгу «Ледовая космогония Хёрбигера»
- 1925 — доктрина вечного льда тесно сплелась с нацистской идеологией. Появилась листовка сторонников Хёрбигера, где было сказано: «Гитлер расчистил политику. Ганс Хёрбигер сметает ложные науки. Символом возрождения германской науки будет доктрина вечного льда»[1]
- 1945 — Институт имени Хёрбигера разбомбили, а его учение постепенно начало забываться, так как подкреплять лженауку кроме пиар-кампании было нечем[2].

## Теория
Согласно этой доктрине, Солнечная система образовалась в результате взаимодействия сверхсолнца (огненной сферы) и космического льда (вроде того, из которого состоят кометы). Это взаимодействие носило катастрофический характер, что предопределяло нелинейный характер развития. По мысли Хёрбигера, дальние планеты Солнечной системы (ныне это подтвердилось только для карликовых планет Цереры, Плутона, Хаумеа, Макемаке и Эриды и химически, но не фазово, верно для ледяных гигантов Урана и Нептуна), а также Млечный Путь (который по описаниям Гёрбигера более напоминает не скопление звёзд, а известный современной науке Пояс Койпера) состоят из космического льда. Первоначально Солнечная система насчитывала до 30 планет.
Предполагалось, что у Земли было четыре последовательно сменившие друг друга Луны, которые маркировали собой четыре геологические эпохи. Три луны уже упали на Землю, обозначив три всемирных катаклизма. Падение четвёртой (нынешней) Луны предсказано Иоанном Богословом. В приближении лун к земле усматривалась причина периодического гигантизма живых существ (гигантских насекомых, динозавров).
После смерти Гёрбигера доктрина вечного льда получила историософское толкование. Так, Советская Россия была истолкована как сосредоточие сил вечного льда в противовес свастичному солярному нацистской Германии.